# Domkowo
Domkowo (deutsch Domkau) ist ein Dorf in der polnischen Woiwodschaft Ermland-Masuren. Es gehört zur Gmina Grunwald (Landgemeinde Grünfelde) im Powiat Ostródzki (Kreis Osterode in Ostpreußen).

## Geographische Lage
Domkowo liegt im südlichen Westen der Woiwodschaft Ermland-Masuren, 16 Kilometer südöstlich der Kreisstadt Ostróda (deutsch Osterode in Ostpreußen).

## Geschichte
Domkau, damals ein großer Hof mit verstreut liegenden kleinen Höfen, wurde 1410/11 erstmals erwähnt. Der Gutsbezirk Domkau kam 1874 zum neu errichteten Amtsbezirk Steffenswalde (polnisch Szczepankowo) im Kreis Osterode in Ostpreußen. Am 29. August 1906 wurde der Gutsbezirk Domkau in eine Landgemeinde gleichen Namens umgewandelt.
Im Jahre 1910 waren in Domkau 292 Einwohner registriert. Ihre Zahl steigerte sich bis 1933 auf 303 und belief sich 1939 auf 291.
In Kriegsfolge wurde Domkau 1945 mit dem gesamten südlichen Ostpreußen an Polen überstellt. Das Dorf erhielt die polnische Namensform „Domkowo“ und ist heute mit dem Sitz eines Schulzenamts (polnisch Sołectwo) eine Ortschaft im Verbund der Gmina Grunwald (Landgemeinde Grünfelde) mit Sitz in Gierzwałd (Geierswalde) im Powiat Ostródzki (Kreis Osterode in Ostpreußen), bis 1998 der Woiwodschaft Olsztyn, seither der Woiwodschaft Ermland-Masuren mit Sitz in Olsztyn (Allenstein) zugehörig. Im Jahre 2011 zählte Domkowo 226 Einwohner.

## Kirche
Bis 1945 war Domkau in die evangelische Kirche Geierswalde (polnisch Gierzwałd) in der Kirchenprovinz Ostpreußen der Kirche der Altpreußischen Union, außerdem in die römisch-katholische Kirche Osterode in Ostpreußen im Bistum Ermland eingepfarrt.
Heute gehört Domkowo evangelischerseits zur Kirche Ostróda (Osterode in Ostpreußen) in der Diözese Masuren der Evangelisch-Augsburgischen Kirche in Polen. Katholischerseits ist Domkowo nach Rychnowo (Reichenau) eingegliedert, wobei Domkowo selbst als Filialgemeinde mit eigenem Gottesdienstort geführt wird, zugehörig zum Erzbistum Ermland.

## Verkehr
Domkowo ist von Gierzwałd (Geierswalde) und auch von Szczepankowo (Steffenswalde) aus jeweils über eine Nebenstraße zu erreichen.
Bis 1945 war Szczepankowo die nächste Bahnstation. Sie lag an der Bahnstrecke Elbing–Osterode–Hohenstein, die in Kriegsfolge geschlossen und größtenteils demontiert worden ist. Zwischen 1945 und 1951 war die Stationsbezeichnung Szczepankowo Domkowo bei der Polnischen Staatsbahn – wenigsten nominell – in Gebrauch.

## Persönlichkeiten

### Aus dem Ort gebürtig
- Reinhold Friedrich von Hoverbeck (1720–1770), Herr auf Domkau, preußischer Generalmajor und Chef des Leibkarabinierregiments
- Christoph Ernst von Hoverbeck (1725–1781), Herr auf Domkau, preußischer Generalmajor und Chef des Kürassierregiments „von Seelhorst“ Nr. 6